# Piper baezanum
Piper baezanum é uma espécie de planta de pimenta da família Piperaceae. É endêmica do Equador.